# Калій-фери-лікеїт
Калій-фери-лікеїт (англ. potassic-ferri-leakeite) — мінерал класу силікатів, група амфіболів.

## Загальний опис
Хімічна формула: (K, Na)(Mg2Fe3+2Li)Si8O22∙(OH)2. Призматичні кристали розміром до 20 мм у довжину. Видовжені призматичні кристали. Сингонія моноклінна. Твердість 5. Густина 3,18. Колір бурий, коричневий. Риса блідо-коричнева, жовта. Прозорий. Блиск: скляний. Спайність досконала. Утворюється в пегматитових жилах у родовищах марганцевих руд. Осн. знахідка: шахта Танохата (префектура Івате, Японія). Назва за хімічним складом.